# Thomas Grossmann
Thomas Grossmann (* 1. Juni 1951 in Hamburg) ist ein deutscher Psychologe, Psychotherapeut und Sachbuchautor. Grossmann veröffentlicht seit 1981 Ratgeber für Schwule und Lesben.

## Werk
Bekannt wurde Grossmann vor allem mit seinem Buch Schwul – na und?, dessen Erstausgabe im Rowohlt-Verlag 1981 der erste Ratgeber von Schwulen für Menschen im Coming Out war. Überarbeitete Neuauflagen erschienen 1991 und 1994.
1986 folgte das Buch Beziehungsweise andersrum. schwul – und dann?, mit dem Schwulen und Lesben in der damals gesellschaftlich schwierigen Situation in Partnerschafts- und anderen Fragen unterstützt werden sollten.
Mit dem Buch Eine Liebe wie jede andere. Mit homosexuellen Jugendlichen leben und umgehen aus dem Jahr 1984 (erw. Ausgabe 1991) verfasste Grossmann zum ersten Mal einen Ratgeber für die Eltern schwuler und lesbischer Jugendlicher. Darin werden die Probleme schwuler und lesbischer Heranwachsender offen angesprochen und erklärt.
Im Jahre 2000 promovierte Grossmann bei Gunter Schmidt mit der Dissertation Prä-homosexuelle Kindheiten: Eine empirische Untersuchung über Geschlechtsrollenkonformität und -nonkonformität bei homosexuellen Männern in Kindheit, Jugend und Erwachsenenalter.

## Biografisches
Grossmann studierte Psychologie und Betriebswirtschaft und ist als freier Buchautor und Psychologischer Psychotherapeut in Hamburg tätig. Seit 1972 engagiert sich Grossmann in der Schwulenbewegung, seit den 1980er Jahren auch in der AIDS-Arbeit.

## Bücher
- Schwul – na und? Rororo Sachbuch, Reinbek bei Hamburg 2002, ISBN 3-499-19109-1.
- Prä-homosexuelle Kindheiten: eine empirische Untersuchung über Geschlechtsrollenkonformität und -nonkonformität bei homosexuellen Männern in Kindheit, Jugend und Erwachsenenalter, Dissertation Uni Hamburg 2000, DNB 959194606 / DNB 959393994 (als elektronische Version, online, ZIP-Datei, 648 KB).
- Beziehungsweise andersrum. schwul – und dann? Rororo Sachbuch, Reinbek bei Hamburg 1986, ISBN  3-499-15884-1.
- Eine Liebe wie jede andere. Mit homosexuellen Jugendlichen leben und umgehen. Rororo Sachbuch, Reinbek bei Hamburg 1986, ISBN  3-499-18451-6.